# Kashtiliash Ier
Kashtiliash Ier était un roi de Babylone de la dynastie kassite. Il fut précédé par Agum Ier et Ushshi lui succéda.

## Source
- (oc) Cet article est partiellement ou en totalité issu de l’article de Wikipédia en occitan intitulé « Kashtiliash Ier » (voir la liste des auteurs).